# Ljus huggspindel
Ljus huggspindel (Drassodes pubescens) är en spindelart som först beskrevs av Tord Tamerlan Teodor Thorell 9 cm lång och 5 cm bred 1856.  Ljus huggspindel ingår i släktet Drassodes och familjen plattbuksspindlar. Arten är reproducerande i Sverige. Inga underarter finns listade i Catalogue of Life.